# Смит, Кеннет (художник по визуальным эффектам)
Кеннет Эф Смит (англ. Kenneth F. Smith) — американский художник по визуальным эффектам, оператор и сотрудник компании Industrial Light & Magic.
Большая часть его карьеры, состоит в основном из успешных, известных и культовых фильмов, таких как «Победитель дракона» (1981), «Инопланетянин» (1982), «Балбесы» (1985), «Кокон» (1985), «Внутреннее пространство» (1987), «Кто подставил кролика Роджера» (1988), «Привидение» (1990), «Смерть ей к лицу» (1992), «Титаник» (1997), «Амистад» (1997), «Спасти рядового Райана» (1998), «Мумия» (1999) и «Пираты Карибского моря: Проклятие Чёрной жемчужины» (2003).
Кеннет Эф Смит также работал над успешными, известными и культовыми сериями фильмов и франшизами, такими как «Звёздные войны», «Индиана Джонс», «Звёздный путь», «Назад в будущее» и «Гарри Поттер».
Смит номинировался на премию «Оскар» за лучшие визуальные эффекты дважды — за «Инопланетянина» и «Внутреннее пространство», и выиграл обе.

## Биография
Получил степень бакалавра изобразительных искусств (BFA) в университете Содружества Виргинии в 1969 году.
С начала своей карьеры в кинобизнесе в 1980 году, Кеннет Эф Смит работал в основном для успешных голливудских фильмов 1980-х годов, впоследствии ставших культовыми — «Победитель дракона» 1981 года, «Инопланетянин» 1982 года, «Человек со звезды» 1984 года, «Балбесы», «Кокон», «Молодой Шерлок Холмс» (все три 1985 года) «Внутреннее пространство» 1987 года, Уиллоу», «Кто подставил кролика Роджера» (оба 1988 года) «Охотники за привидениями 2», «Назад в будущее 2» (оба 1989 года), и по два фильма франшиз «Звёздные войны», «Индиана Джонс» и «Звёздный путь».
В 1990-х годах, Кеннет Эф Смит внёс вклад в не менее успешные и культовые фильмы — «Охота за «Красным Октябрём»», «Назад в будущее 3», «Привидение» (все три 1990 года) «Смерть ей к лицу» 1992 года, «Маска» 1994 года, «Парк юрского периода: Затерянный мир», «Титаник», «Амистад» (все три 1997 года) «Спасти рядового Райана» 1998 года, «Звёздные войны. Эпизод I: Скрытая угроза», «Мумия», «Зелёная миля» (все три 1999 года), и ещё два фильма франшизы «Звёздный путь».
В 2000-х годах, Кеннет Эф Смит работал во всего лишь девяти фильмах, но все они — «Идеальный шторм» 2000 года, «Планета обезьян», «Гарри Поттер и философский камень» (оба 2001 года), «Машина времени», «Особое мнение», «Знаки», «Гарри Поттер и Тайная комната», «Банды Нью-Йорка» (все пять 2002 года) и «Пираты Карибского моря: Проклятие Чёрной жемчужины» 2003 года, стали известными и культовыми

## Фильмография
- Империя наносит ответный удар[a] (1980)
- Искатели утраченного ковчега[b] (1981)
- Победитель дракона (1981)
- Инопланетянин (1982)
- Звёздный путь 2: Гнев Хана (1982)
- Возвращение джедая[c] (1983)
- Звёздный путь 3: В поисках Спока (1984)
- Человек со звезды (1984)
- Балбесы (1985)
- Кокон (1985)
- Молодой Шерлок Холмс (1985)
- Говард-утка (1986)
- Внутреннее пространство (1987)
- Уиллоу (1988)
- Кто подставил кролика Роджера (1988)
- Индиана Джонс и последний крестовый поход (1989)
- Охотники за привидениями 2 (1989)
- Назад в будущее 2 (1989)
- Охота за «Красным Октябрём» (1990)
- Назад в будущее 3 (1990)
- Привидение (1990)
- Гудзонский ястреб (1991)
- Ракетчик (1991)
- Звёздный путь 6: Неоткрытая страна (1991)
- Капитан Крюк (1991)
- Исповедь невидимки (1992)
- Смерть ей к лицу (1992)
- Волк (1994)
- Маска (1994)
- В пасти безумия (1994)
- Конго (1995)
- Смерч (1996)
- 101 далматинец (1996)
- Звёздный путь: Первый контакт (1996)
- Дневной свет (1996)
- Парк юрского периода: Затерянный мир (1997)
- Скорость 2: Контроль над круизом (1997)
- Разбирая Гарри (1997)
- Титаник (1997)
- Амистад (1997)
- Подъём с глубины (1998)
- Меркурий в опасности (1998)
- Столкновение с бездной (1998)
- Спасти рядового Райана (1998)
- Мумия (1999)
- Звёздные войны. Эпизод I: Скрытая угроза (1999)
- Воскрешая мертвецов (1999)
- Зелёная миля (1999)
- В поисках Галактики (1999)
- Идеальный шторм (2000)
- Планета обезьян (2001)
- Гарри Поттер и философский камень (2001)
- Машина времени (2002)
- Особое мнение (2002)
- Знаки (2002)
- Гарри Поттер и Тайная комната (2002)
- Банды Нью-Йорка (2002)
- Пираты Карибского моря: Проклятие Чёрной жемчужины (2003)

## Награды и номинации
Кеннет Эф Смит имел две номинации на премию «Оскар», в категории «Лучшие визуальные эффекты», и выиграл в каждой: в 1983 году, вместе с Карло Рамбальди и Деннисом Мьюреном за «Инопланетянина», и в 1988 году, вместе с Мьюреном, Уильямом Джорджем и Харли Джессупом за «Внутреннее пространство».

## Заметки
1. ↑  Позже названные как «Звёздные войны. Эпизод V: Империя наносит ответный удар»
2. ↑  Позже названные как «Индиана Джонс: В поисках утраченного ковчега»
3. ↑  Позже названные как «Звёздные войны. Эпизод VI: Возвращение джедая»